# رويال إي. إينغيرسول
رويال إي. إينغيرسول (بالإنجليزية: Royal E. Ingersoll)‏ هو ضابط أمريكي، ولد في 20 يونيو 1883 في واشنطن العاصمة في الولايات المتحدة، وتوفي في 20 مايو 1976 في بيثيسدا في الولايات المتحدة.